# Madagascar ai Giochi della XXVIII Olimpiade
Il Madagascar partecipò ai Giochi della XXVIII Olimpiade, svoltisi ad Atene, Grecia, dal 13 al 29 agosto 2004, con una delegazione di 9 atleti impegnati in cinque discipline.

## Delegazione
| Sport            | Uomini | Donne | Totale |
| ---------------- | ------ | ----- | ------ |
| Atletica leggera | 1      | 2     | 3      |
| Judo             | -      | 1     | 1      |
| Nuoto            | 1      | 1     | 2      |
| Pugilato         | 2      | -     | 2      |
| Tennis           | -      | 1     | 1      |
| Totale           | 4      | 5     | 9      |

## Risultati

### Atletica leggera
| Q | Qualificato al turno successivo per la Classifica in qualificazione                                                          |
| q | Qualificato per il turno successivo per ripescaggio o, negli eventi su campo, conquistando la misura minima per qualificarsi |

Maschile
Eventi su pista e strada
| Atleta                       | Evento         | Batteria  | Batteria   | Quarti di finale | Quarti di finale | Semifinale      | Semifinale      | Finale          | Finale          |
| Atleta                       | Evento         | Risultato | Classifica | Risultato        | Classifica       | Risultato       | Classifica      | Risultato       | Classifica      |
| ---------------------------- | -------------- | --------- | ---------- | ---------------- | ---------------- | --------------- | --------------- | --------------- | --------------- |
| Joseph-Berlioz Randriamihaja | 110 m ostacoli | 13"46     | 5º q       | 13"64            | 6º               | non qualificato | non qualificato | non qualificato | non qualificato |

Femminile
Eventi su pista e strada
| Atleta              | Evento         | Batteria  | Batteria   | Semifinale      | Semifinale      | Finale          | Finale          |
| Atleta              | Evento         | Risultato | Classifica | Risultato       | Classifica      | Risultato       | Classifica      |
| ------------------- | -------------- | --------- | ---------- | --------------- | --------------- | --------------- | --------------- |
| Rosa Rakotozafy     | 100 m ostacoli | 13"67     | 7ª         | non qualificata | non qualificata | non qualificata | non qualificata |
| Clarisse Rasoarizay | Maratona       | N.D.      | N.D.       | N.D.            | N.D.            | 2h48'14"        | 43ª             |

### Judo
Femminile
| Atleta            | Evento | Preliminari              | 16-esimi             | Ottavi               | Quarti               | Semifinali           | Ripescaggio          | Finale               | Pos.            |
| Atleta            | Evento | Avversario Punteggio     | Avversario Punteggio | Avversario Punteggio | Avversario Punteggio | Avversario Punteggio | Avversario Punteggio | Avversario Punteggio | Pos.            |
| ----------------- | ------ | ------------------------ | -------------------- | -------------------- | -------------------- | -------------------- | -------------------- | -------------------- | --------------- |
| Naina Ravaoarisoa | -52 kg | Heylen (BEL) P 0000–0200 | non qualificata      | non qualificata      | non qualificata      | non qualificata      | non qualificata      | non qualificata      | non qualificata |

### Nuoto
Maschile
| Atleta                | Evento     | Batteria  | Batteria   | Semifinale      | Semifinale      | Finale          | Finale          |
| Atleta                | Evento     | Risultato | Classifica | Risultato       | Classifica      | Risultato       | Classifica      |
| --------------------- | ---------- | --------- | ---------- | --------------- | --------------- | --------------- | --------------- |
| Jean Luc Razakarivony | 100 m rana | 1'07"74   | 54º        | non qualificato | non qualificato | non qualificato | non qualificato |

Femminile
| Atleta                             | Evento            | Batteria  | Batteria   | Semifinale      | Semifinale      | Finale          | Finale          |
| Atleta                             | Evento            | Risultato | Classifica | Risultato       | Classifica      | Risultato       | Classifica      |
| ---------------------------------- | ----------------- | --------- | ---------- | --------------- | --------------- | --------------- | --------------- |
| Tojohanitra Andriamanjatoarimanana | 50 m stile libero | 29"35     | 56ª        | non qualificata | non qualificata | non qualificata | non qualificata |

### Pugilato
Maschile
| Atleta                | Evento             | 16-esimi             | Ottavi               | Quarti               | Semifinali           | Finale               | Pos.            |
| Atleta                | Evento             | Avversario Punteggio | Avversario Punteggio | Avversario Punteggio | Avversario Punteggio | Avversario Punteggio | Pos.            |
| --------------------- | ------------------ | -------------------- | -------------------- | -------------------- | -------------------- | -------------------- | --------------- |
| Lalaina Rabenarivo    | Pesi mosca leggeri | Hong Mw (KOR) P RSC  | non qualificato      | non qualificato      | non qualificato      | non qualificato      | non qualificato |
| George Rakotoarimbelo | Pesi mosca         | Aslanov (AZE) P WO   | non qualificato      | non qualificato      | non qualificato      | non qualificato      | non qualificato |

### Tennis
Femminile
| Atleta             | Evento              | Trentaduesimi                 | Sedicesimi           | Ottavi di finale     | Quarti di finale     | Semifinali           | Finale / FB          | Finale / FB     |
| Atleta             | Evento              | Avversaria Punteggio          | Avversaria Punteggio | Avversaria Punteggio | Avversaria Punteggio | Avversaria Punteggio | Avversaria Punteggio | Classifica      |
| ------------------ | ------------------- | ----------------------------- | -------------------- | -------------------- | -------------------- | -------------------- | -------------------- | --------------- |
| Dally Randriantefy | Singolare femminile | Perebyjnis (UKR) P (3–6, 4–6) | non qualificata      | non qualificata      | non qualificata      | non qualificata      | non qualificata      | non qualificata |